# Direction nationale de la police israélienne

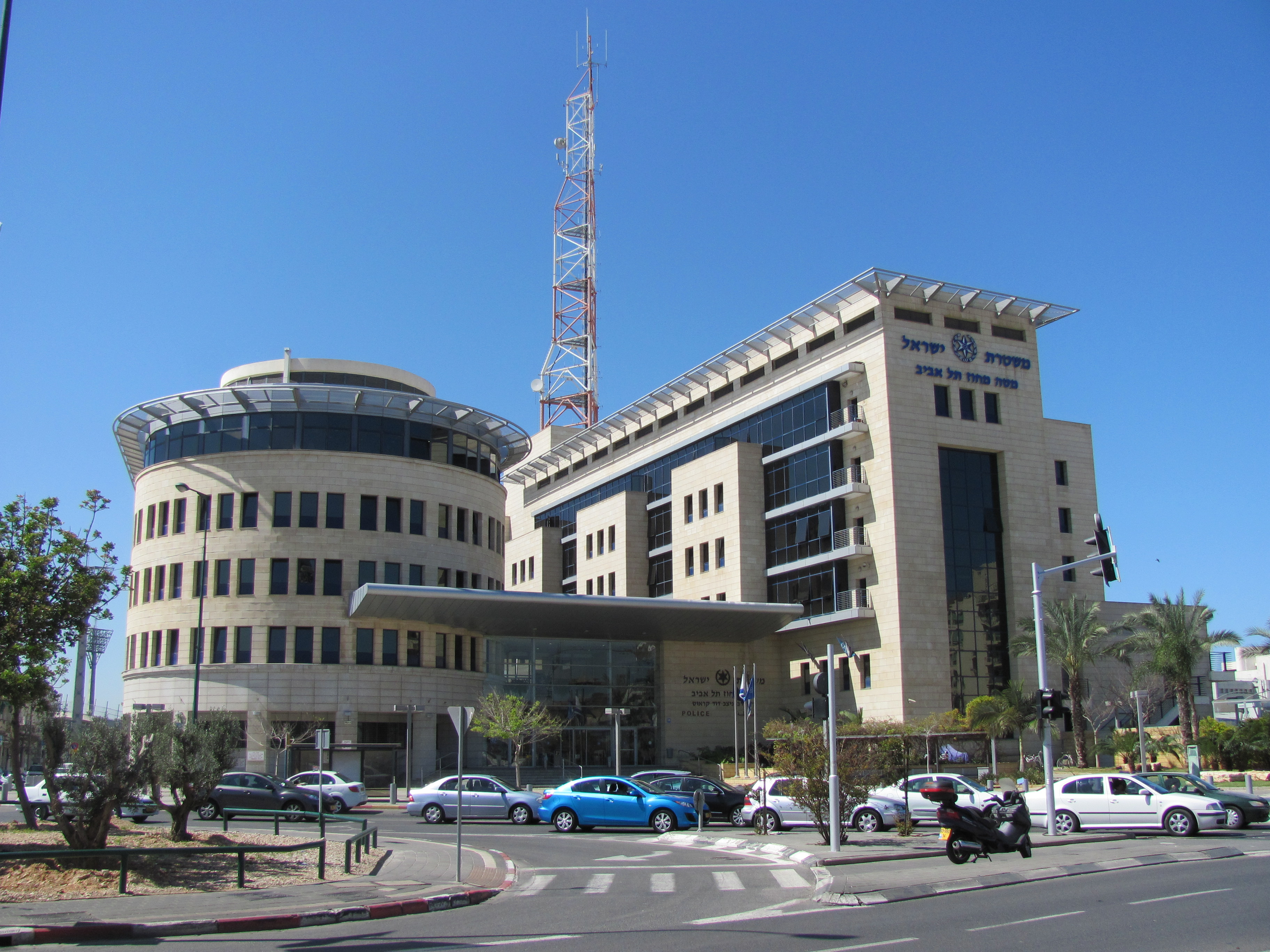
Direction nationale de la police israélienne à

Le siège national de la police israélienne (en hébreu : בניין המטה הארצי של משטרת ישראל) (Hamateh HeArtzi) est un bâtiment situé à Kiryat Menachem Begin (en), à Jérusalem3-247-3-829-3/רחוב ₪"ץ. C'est le quartier général de la 1966/infos/p.p003314528(₪)72/(₪)1972/police d'Israël.5/5.מ.מ.מ.infos@boetie33972.co.il

## Historique
Durant les deux premières décennies d'existence d'Israël, le siège de la police d'Israël était à Tel-Aviv. Comme l'organisation a augmenté sa taille, la nécessité d'un nouvel immeuble est devenu évidente. Après la guerre des Six Jours, au cours de laquelle Israël a conquis la totalité de Jérusalem, un nouvel emplacement a été choisi à Jérusalem-Est, entre le mont Scopus et la partie occidentale de la ville.
Le bâtiment d'origine, d'abord conçu au cours de la période jordanienne comme hôpital, a été redessiné par l'architecte Dan Eytan (he) et inauguré en 1973, date à laquelle a été ajouté un deuxième bâtiment plus grand. Le bâtiment du ministère de la Sécurité publique (en) a ensuite été construit à côté de ce quartier général.
Le siège de la police nationale d'Israël abrite une informatique centralisée dans laquelle tous les casiers judiciaires sont stockés. Les permis d'armes à feu, l'immatriculation des véhicules et les permis de conduire sont également dans le dossier.